# Джон Ґолт (письменник)
Джон Ґолт ([ɡɔːlt] ; 2 травня 1779 — 11 квітня 1839) — шотландський та англо-канадськийпрозаїк, підприємець, політичний і соціальний оглядач. Ґолта називають першим англомовним політичним романістом через те, що він був першим письменником, який торкався питань промислової революції.
Ґолт був першим суперінтендантом Канадської компанії (1826—1829). Компанія була створена, щоб заселити частину нинішнього Південного Онтаріо (тоді відомого як Верхня Канада) у першій половині 19 століття; пізніше це було названо «найважливішою окремою спробою поселення в історії Канади».
У 1829 році Ґолт був відкликаний до Великої Британії за погане управління Канадською компанією (зокрема, некомпетентний бухгалтерський облік), а пізніше був ув'язнений за несплату навчання свого сина. «Автобіографія Ґолта», опублікована в Лондоні в 1833 році, містить обговорення його життя та роботи у Верхній Канаді.
Він був батьком сера Олександра Тіллоха Ґолта з Монреаля.

## Біографія
Народився в Ірвіні, графство Ейршир. Галт був сином військово-морського капітана, який займався торгівлею у Вест-Індії. Він був двоюрідним братом капітана Олександра Аллана. Його батько переїхав до Грінока в 1780 році.
Джон навчався в гімназії Ірвіна разом з двома іншими видатними британцями, Генрі Екфордом, який був його другом на все життя, та Вільямом Спенсом.
У 17 років Ґолт провів кілька місяців у митниці Ґрінок, а потім став учнем і молодшим клерком у свого дядька, пана Юінга, а також писав есе та оповідання для місцевих журналів у вільний час. Він переїхав до Лондона в 1804 році, щоб приєднатися до свого батька і робити власну кар'єру. У 1809 році він почав вивчати право в Lincoln's Inn .
Під час подальшої подорожі до Європи, куди його скерувала торговельна фірма для укладення комерційних угод, Ґолт познайомився з лордом Байроном у Гібралтарі та подружився з ним. Він подорожував разом з Байроном і його супутником, Джоном Гобхаусом, 1-м бароном Броутоном, на Мальту, а потім знову зустрів їх у Греції. Там він розлучився з ними і поодинці продовжив шлях до Константинополя, Адріанополя, а потім до Софії. Він повернувся до Грінока через Ірландію, а потім вирушив до Лондона, щоб реалізувати певні ділові плани.
Потерпівши невдачу з діловими планами, він почав писати. Ґолт написав звіт про свої подорожі, які мали помірний успіх. Через кілька десятиліть він також опублікує першу повну біографію лорда Байрона. Він також опублікував першу біографію художника Бенджаміна Веста «Життя та дослідження Бенджаміна Веста» (1816, розширена в 1820).
У 1813 році Ґолт спробував заснувати гібралтарську торгову компанію, щоб обійти ембарго Наполеона на британську торгівлю; однак перемога Веллінгтона в Іспанії зробила це непотрібним. Потім Ґолт повернувся до Лондона й одружився з Елізабет Тіллох, дочкою Олександра Тіллоха. У них народилося троє хлопчиків. У 1815 році він став секретарем Королівського каледонського притулку в Лондоні. Він також надавав приватні консультації в кількох бізнес-підприємствах.
Наприкінці 1819 року Ґолт почав надсилати статті до журналу Blackwood's Magazine, а в березні 1829 року він надіслав видавцям план «Ейрширських спадкоємців».
Зосередившись на письменництві протягом наступних кількох років, Ґолт час від часу жив у Лондоні, Глазго, Единбурзі та інших місцях, пишучи художню літературу та низку шкільних текстів під псевдонімом Преподобний Т. Кларк. Близько 1821 року він перевіз свою сім'ю з Ґрінока до Ескгроув поблизу Масселбурга. Крім того, що в цей період Ґолт часто змінював своє місце проживання, а також кілька разів змінював видавців, переходячи з Blackwood's Magazine до Oliver and Boyd і потім назад. У 1821 році були опубліковані «Аннали парафії», а також дві частини «Пароплаву», після чого він почав працювати над романом «Сер Андре Вайлі». «Аннали парафії» миттєво створили йому репутацію письменника. «Сер Ендрю Уайлі» був опублікований у 1822 році

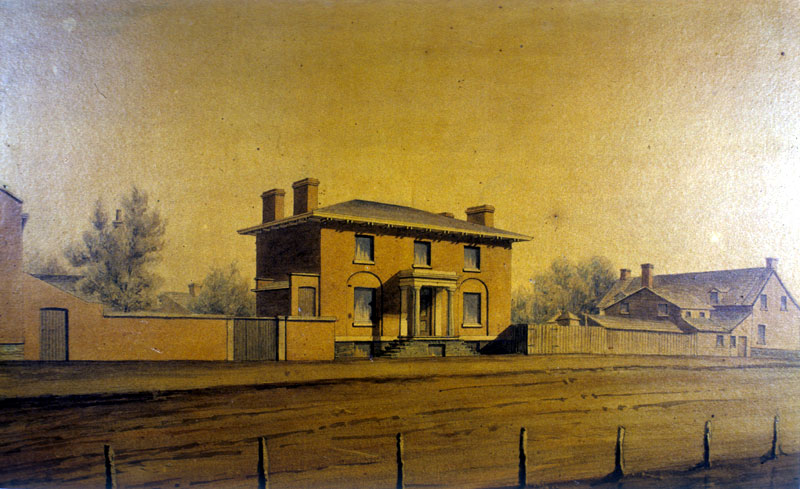
Офіс Канадської компанії, 1834

У 1824 році Галт був призначений секретарем Канадської компанії, чартерної компанії, заснованої для допомоги в колонізації району Гурон у Верхній Канаді вздовж східного берега озера Гурон. Після того, як компанія була зареєстрована королівським статутом 19 серпня 1826 року, Галт подорожував через Атлантику на військовому кораблі HMS Romney, прибувши до Нью-Йорка, а потім подорожуючи дорогою. На жаль, незабаром після прибуття надійшло повідомлення, що його мати перенесла інсульт. Він повернувся до неї (у Масселбург) у 1826 році, і вона померла через кілька місяців. У 1826 році він повернувся до Канади. Перебуваючи в Канаді, Ґолт жив у Йорку (нині Торонто) у Верхній Канаді (нині Онтаріо), але розташував штаб-квартиру Канадської компанії в Ґвельфі, місті, яке він також заснував у 1827 році. Пізніше того ж року він разом із Тайгером Данлопом заснував місто Годерік . Громада Ґолт у провінції Онтаріо, була названа на його честь (зараз частина м. Кембридж).
Три його сини відігравали помітну роль у канадській політиці; один із них, Олександр, пізніше став одним із «батьків Конфедерації» та першим міністром фінансів Канади.
Під час роботи в Канадській компанії Ґолт мав конфлікти з кількома впливовими колоніальними чиновниками, в тому числі з сером Перегріном Мейтлендом, який на той час був лейтенантом-губернатором Верхньої Канади. Його жорстко критикували його роботодавці за відсутність базових навичок бухгалтерського обліку та нездатність виконувати встановлену політику. Це призвело до його звільнення та відкликання до Великобританії в 1829 році.
Незабаром після повернення до Великобританії він провів кілька місяців у в'язниці Королівської лави за несплату боргів. Центральна тема одного з останніх романів Ґолта, The Member, — політична корупція.
У 1831 році він переїхав до Barn Cottage в Олд-Бромптон .
Незважаючи на погіршення здоров'я (після того, як він впав, зачепившись за коріння дерева під час перебування в Канаді), Ґолт взяв участь в іншому колоніальному бізнесі, British American Land Company, яка була створена для розробки земель у східних містечках Нижньої Канади (нині Квебек). Галт був секретарем компанії, але був змушений піти у відставку в грудні 1832 року через стан здоров'я. На цьому етапі його травма хребта не тільки призвела до інвалідності, але й вплинула на його мову та почерк.

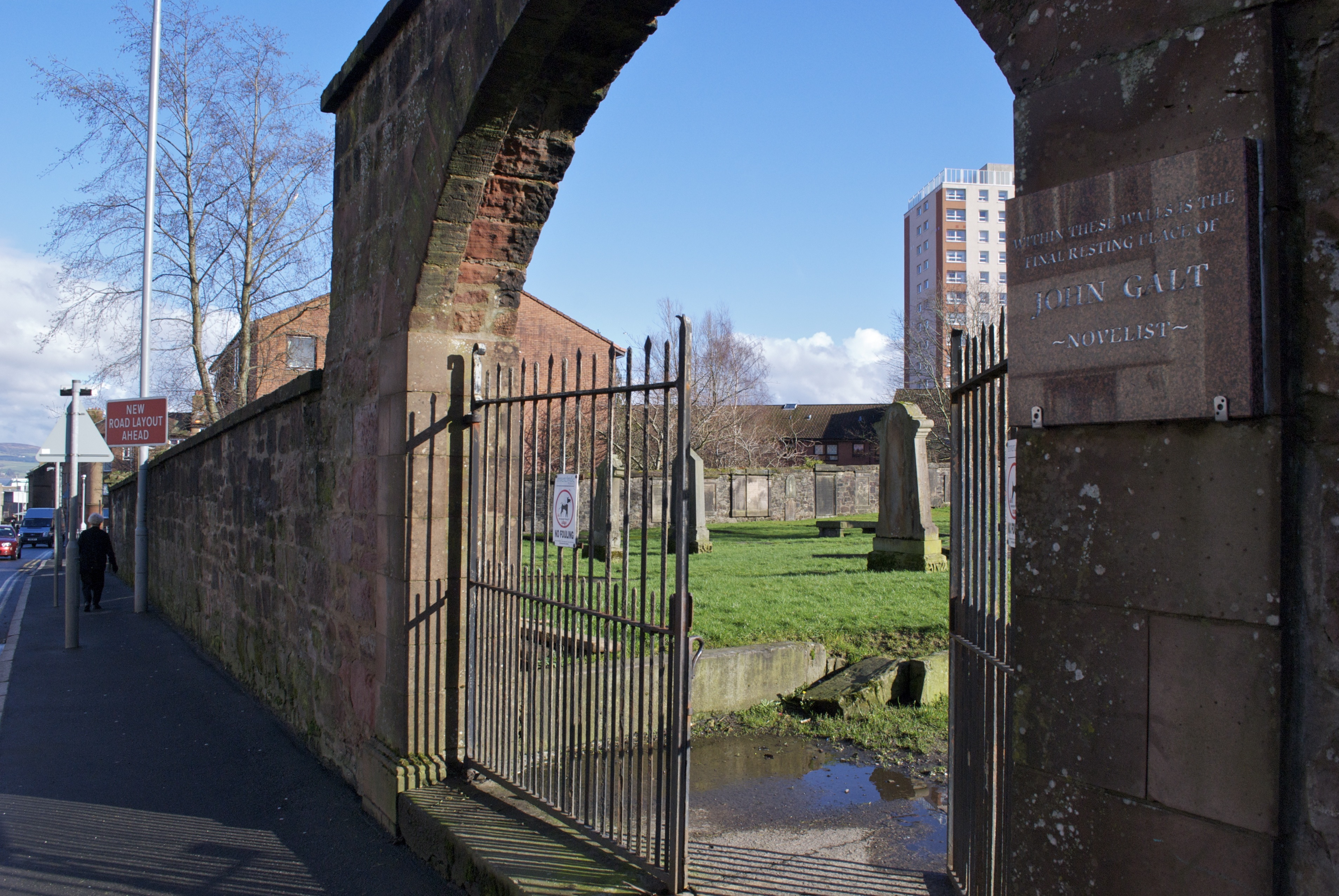
Вхід на старе кладовище Ґрінок із вулиці Інверкіп із меморіальною дошкою на честь Джона Ґолта та будинок Джона Ґолта на задньому плані

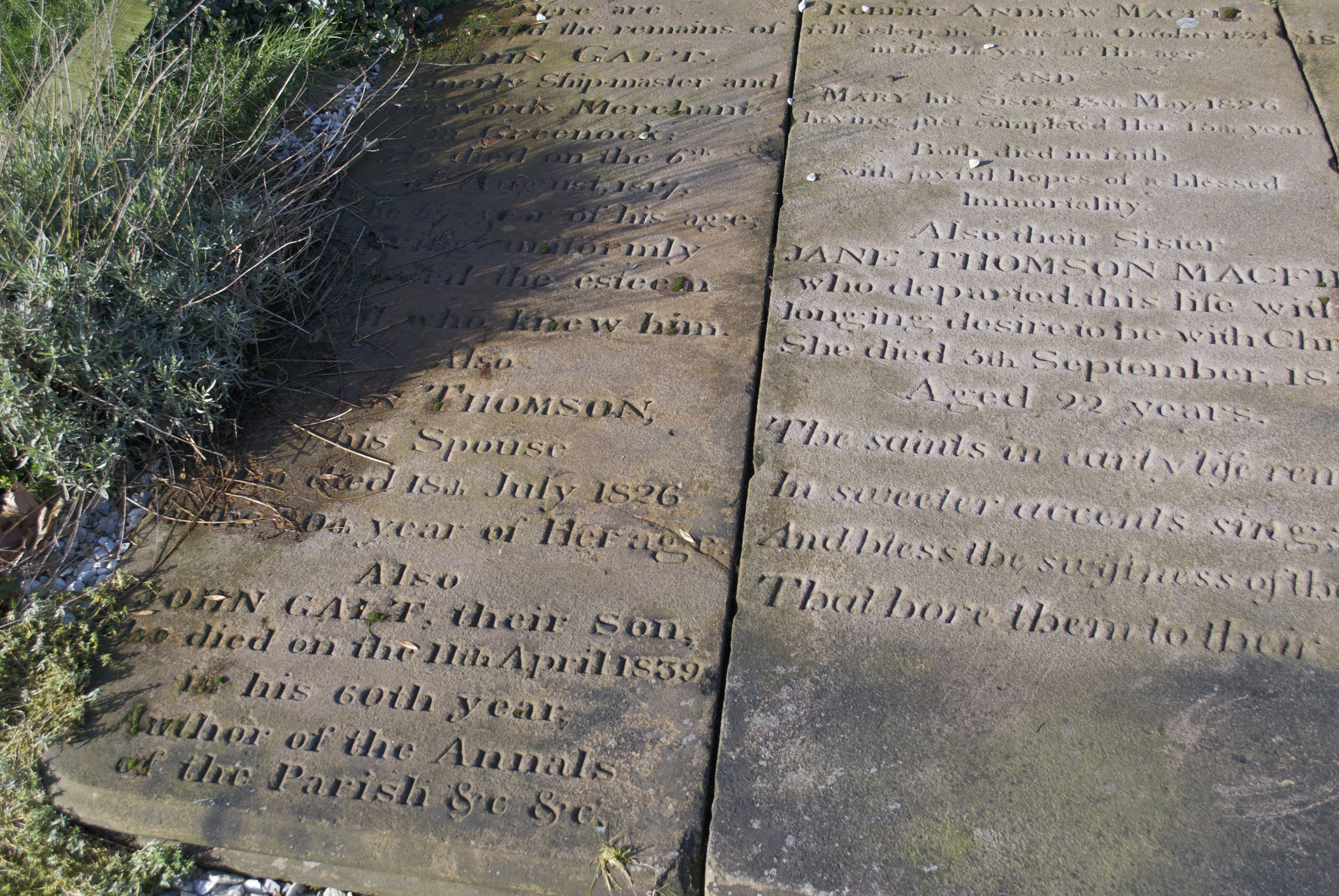
Сімейна гробниця Ґолт, на якій написано присвячення Джону Ґолту, «автору „Анналів парафії“ і т. д.».

У 1834 році він переїхав до Единбурга після публікації своєї двотомної «Автобіографії» в 1833 році. Там Ґолт познайомився з письменницею-мандрівницею Гаррієт Піготт. Піготт переконала Ґолта відредагувати її «Записи реального життя в палаці та котеджі», за що її згодом критикували, оскільки підозрювали, що вона просто скористалася Ґолтом. Однак написана нею незавершена біографія Ґолта, яка зберігається в Бодліанській бібліотеці, свідчить про те, що між ними було більше взаємної поваги, ніж допускали її критики. «Записи реального життя в палаці та котеджі» мали вступ Ґолта, і ця тритомна праця була опублікована в 1839 році .
У серпні 1834 року після від'їзду трьох його синів до Канади він переселився у свій старий дім у Гріноку. Вважаючи житло невідповідним, він тимчасово жив у Гуроку, перш ніж повернутися до комфортнішого будинку в грудні 1834 року.
Ґолт помер 11 квітня 1839 р. Він був похований у сімейній гробниці своїх батьків на Новому могильнику в Гріноку (тепер це кладовище Інверкіп-стріт).

### Урочище Гурон
Територія, відома як Урочище Гурон на східному березі озера Гурон, становила 1,1 млн акрів (4,5 тис. кв. км) і була придбана у племені оджибве (чіппева) британським урядом. Компанія обстежила та розділила цю величезну територію, побудувала дороги, млини та школи та рекламувала це за доступними цінами для покупців у Європі. Тоді компанія допомогла в міграції нових поселенців, доставляючи їх у цей район за допомогою човна, який також належав компанії.
Спочатку оселившись у Йорку (Торонто, Онтаріо), згодом Ґолт обрав штаб-квартирою компанії місце, яке пізніше стало Гуелфом, Онтаріо, і почав розвивати місто.
Ґолт також вважається засновником Ґодерика, Онтаріо разом зі своїм колегою Вільямом «Тайгером» Данлопом.

## Спадщина

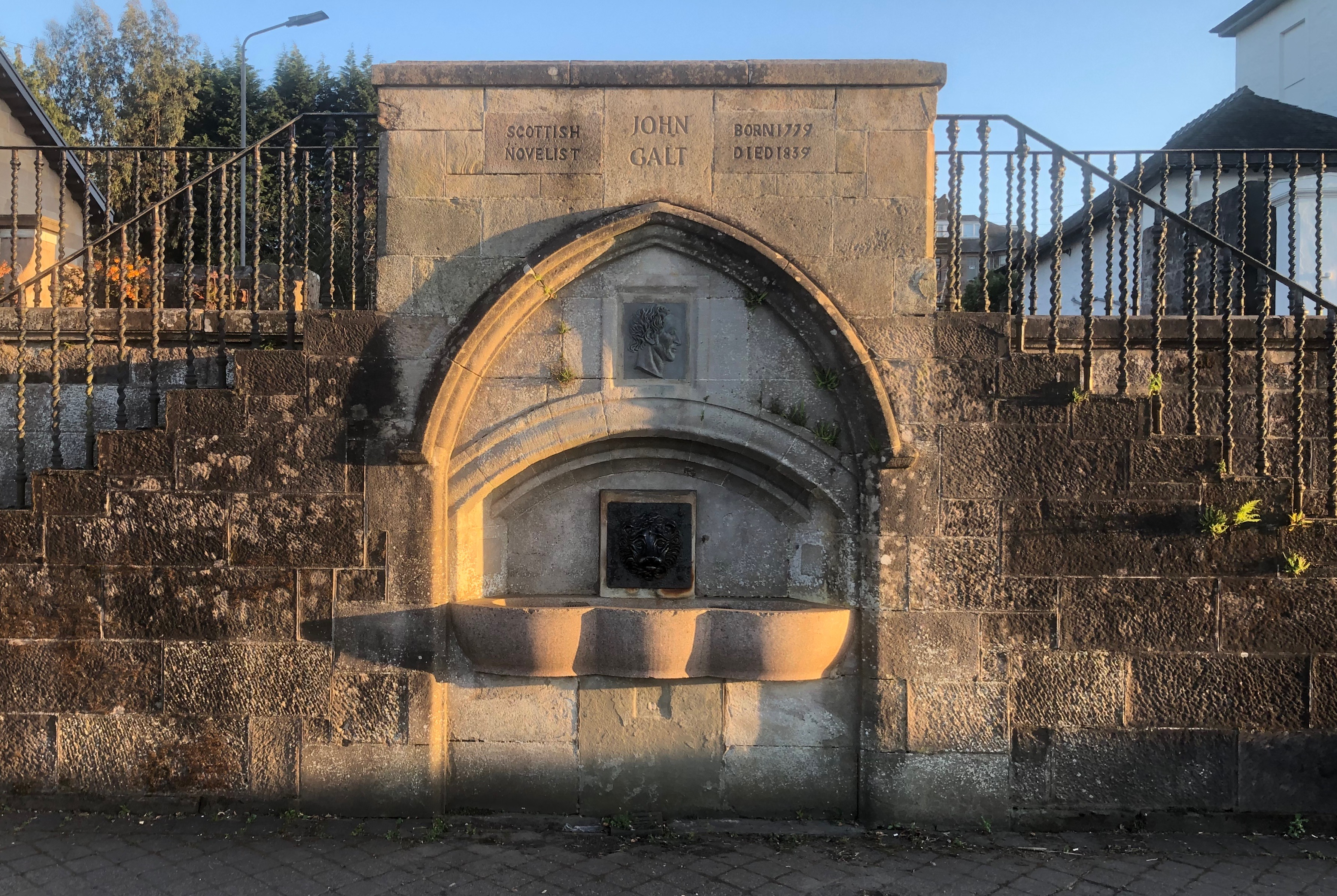
Меморіальний фонтан Джона Ґолта на еспланаді Грінок

У Гріноку на честь Джона Ґолта були встановлені меморіальний фонтан Джона Ґолта на Еспланаді та меморіальна дошка на старому кладовищі, де він похований. Захищене житло (для людей похилого віку), побудоване поруч із кладовищем у 1988 році на місці старої Королівської лікарні Грінока, названо на його честь Будинок Джона Ґолта.
Його ім'я також вшановано у Дворі Макарса, біля Музею письменників, Лонмаркет, Единбург, а в 2006 році громада Гвельфа проголосила перший понеділок серпня «Днем Джона Ґолта».
Колишнє містечко Ґолт у провінції Онтаріо, було названо на честь Джона Ґолта; в 1973 році його було включено у склад Кембриджа.
Його початковий дім у Гвельфі, відомий як «Пріорат» (збудований у 1827—1828 роках), стояв на березі річки Спід-Рівер поблизу нинішнього Центру виконавських мистецтв Рівер-Ран . Пізніше будівля стала першою станцією серцево-легеневої реанімації в місті; конверсія була завершена в 1888 році. Після побудови нової станції у 1910 р. стара будівля більше не була потрібна; на світлині 1914 року можна побачити її забитою дошками. Незважаючи на спроби різних осіб у Гвельфі врятувати будівлю, її було знесено в 1926 році .
Історична дошка вшановує роль Ґолта в Канадській компанії в заселенні Гуронського тракту, називаючи це «найважливішою спробою заселення в історії Канади».

## Твори
Романи Ґолта найбільш відомі своїм зображенням шотландського сільського життя. Загалом він є автором кількох десятків великих творів.